# Pudrad skymningsmätare
Pudrad skymningsmätare, Plagodis pulveraria är en fjärilsart som beskrevs av Carl von Linné 1758. Pudrad skymningsmätare ingår i släktet Plagodis och familjen mätare, Geometridae. Arten är reproducerande i Sverige. Fyra underarter finns listade i Catalogue of Life, Plagodis pulveraria japonica Butler, 1881, Plagodis pulveraria jezoensis Inoue, 1954, Plagodis pulveraria ruforaria Kardakoff, 1928 och Plagodis pulveraria singularis Vojnits, 1975.

## Bildgalleri

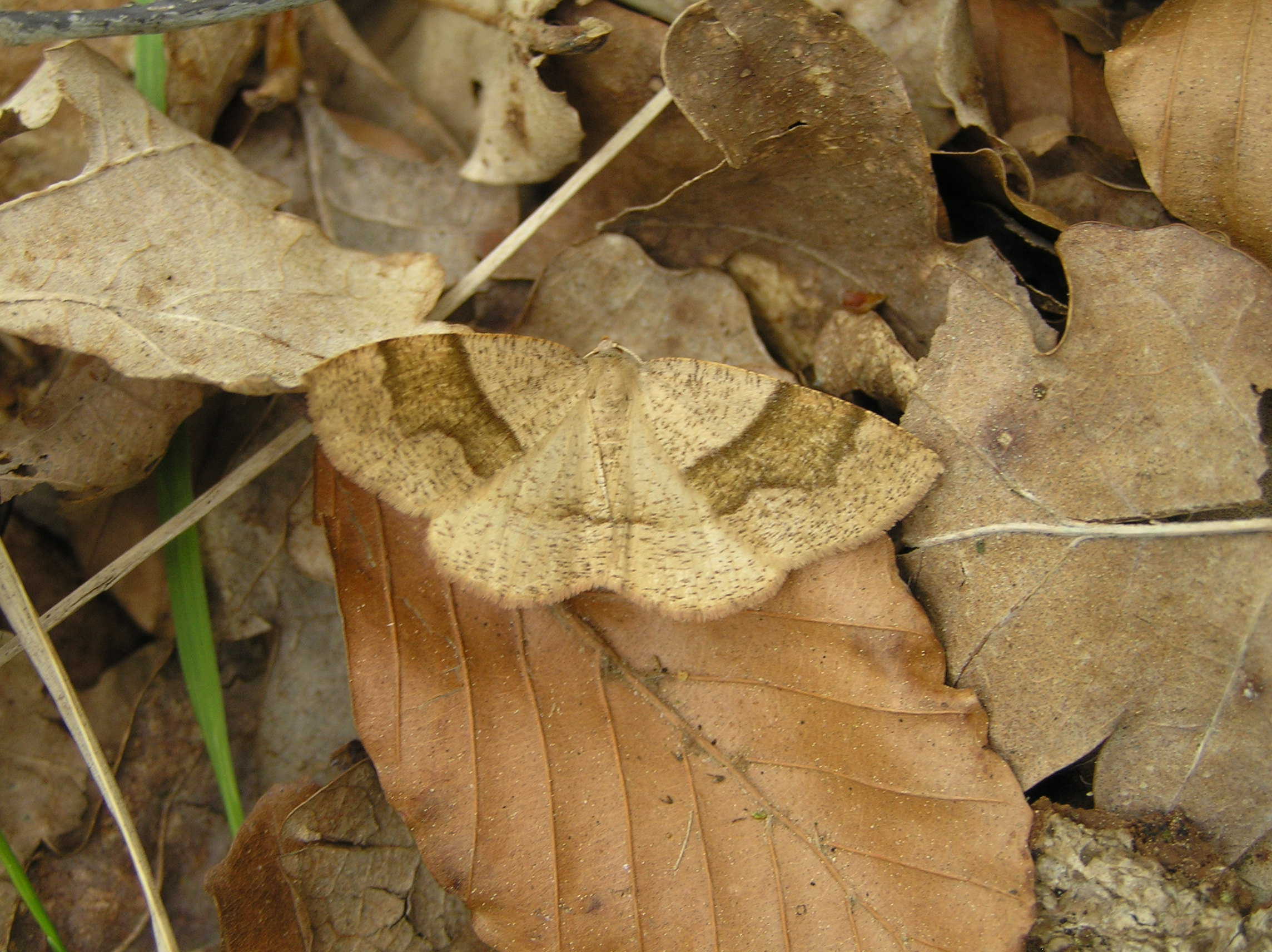
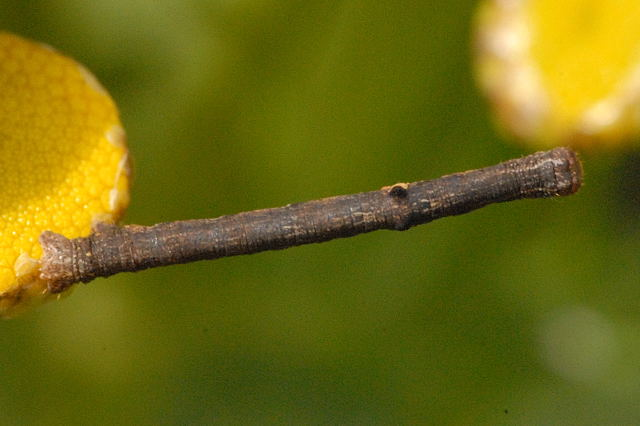
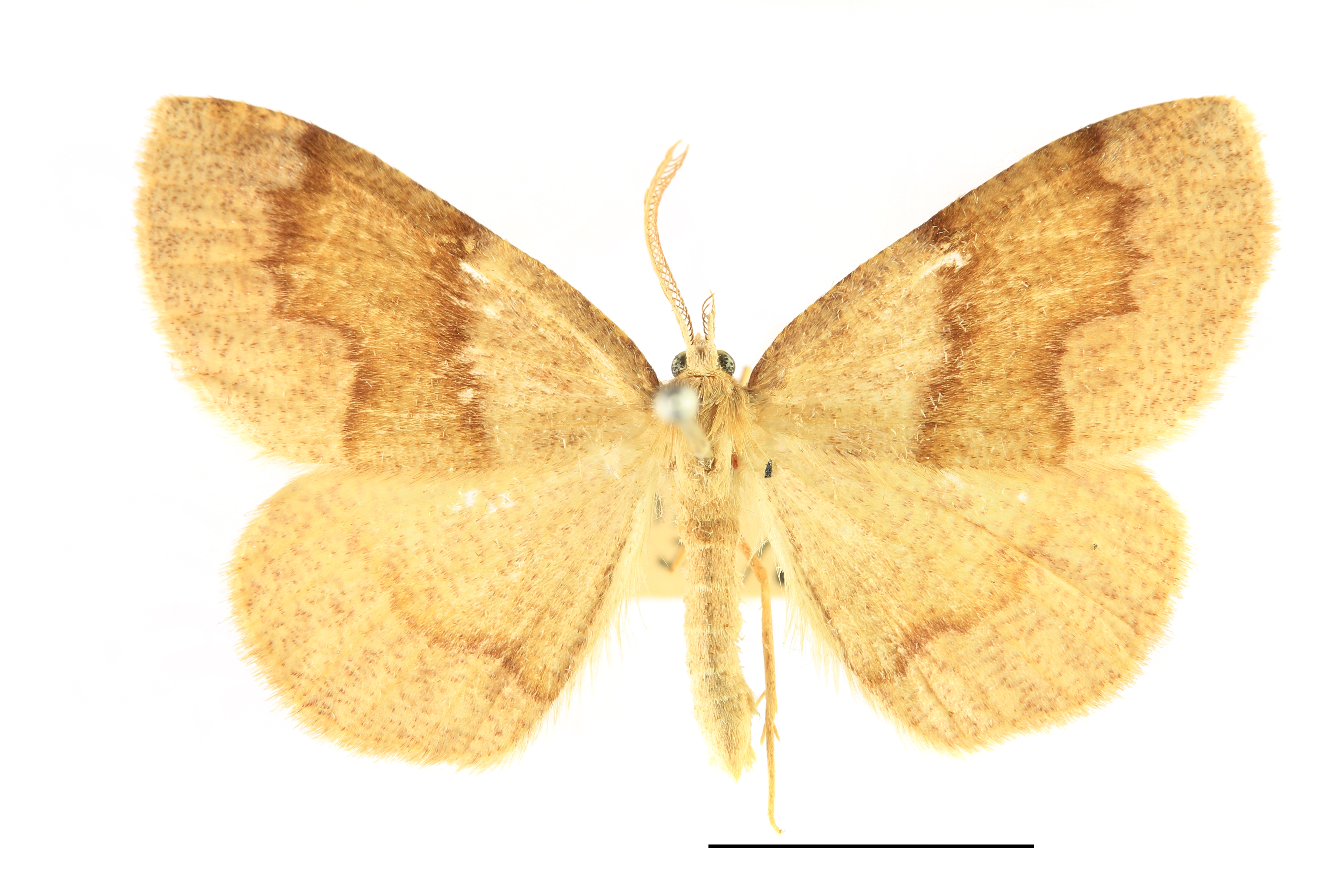